# Robert Pipta
Robert Mark Pipta (ur. 7 kwietnia 1967 w Anaheim) – eparcha greckokatolicki, biskup eparchii Parmy Kościoła katolickiego obrządku bizantyjsko-rusińskiego od 2023. 

## Życiorys

### Prezbiterat
21 kwietnia 1994 otrzymał święcenia kapłańskie i został inkardynowany do eparchii Phoenix. Pracował głównie jako duszpasterz parafialny, był też m.in. notariuszem eparchialnym (1994–1997) oraz eparchialnym duszpasterzem powołań. W 2014 mianowany rektorem seminarium w Pittsburghu.

### Episkopat
31 sierpnia 2023 został mianowany przez papieża Franciszka biskupem eparchialnym Parmy obrządku bizantyjsko-rusińskiego. Chirotonii udzielił mu 8 listopada 2023 metropolita Pittsburgha – arcybiskup William Skurla.